# Pseudopontia
Pseudopontia és un gènere de lepidòpters papilionoïdeus de la família dels pièrids (Pieridae), l'únic de la subfamília dels pseudopontins (Pseudopontiinae), que es troba en els boscos humits de l'Àfrica tropical.